# Nowe Miasto nad Metują
Nowe Miasto nad Metują (cz. Nové Město nad Metují, niem. Neustadt an der Mettau) – miasto w Czechach, w kraju hradeckim, w powiecie Náchod. Leży nad rzeką Metują. 1 stycznia 2017 liczyło 9517 mieszkańców. Przez miasto przebiega linia kolejowa Meziměstí – Choceň i droga krajowa nr 14. Ośrodek przemysłu odzieżowego, maszyn do budowy dróg, precyzyjnego (zegarki). W mieście znajduje się muzeum miejskie i galeria Zázvorka.

## Historia
Nowe Miasto nad Metują założył Jan Černčický z Kácova w 1501 roku. Miasto zostało zbudowane na skale otoczonej z trzech stron rzeką Metują. Otrzymało ono przywilej targowy, prawo pobierania ceł oraz prawo warzenia piwa. W 1526 roku drewniane miasto zostało zniszczone przez pożar. Rok później Jan Černčický sprzedał je Wojciechowi z Pernštejna, który nakazał przebudowę miasta w stylu renesansowym. W 1548 roku właścicielem miasta zostali Štubenbergowie. Po nich właścicielami Nowego Miasta nad Metują byli: Albrecht von Wallenstein, Trčkowie z Lipy, szkocki ród Leslie i inni.

## Zabytki
- Zamek z XVI w., wielokrotnie przebudowywany. Ogrody zamkowe w stylu renesansu włoskiego z tarasami i drewnianym mostem.
- Rynek otoczony renesansowymi domami z arkadowymi podcieniami. Znajduje się na nim kolumna maryjna z 1696 roku oraz pomnik Trójcy Świętej z 1767.
- Kościół Świętej Trójcy z 1519 roku. We wnętrzu barokowe organy, ołtarz i freski.
- Ratusz z lat 1535–1545.

## Kultura
- Od 1978 roku w Nowym Mieście nad Metują odbywa się Festiwal Czeskich Filmowych i Telewizyjnych Komedii – Novoměstský hrnec smíchu (Nowomiastecki garniec śmiechu)[2].

## Miasta partnerskie
- Duszniki-Zdrój  Polska
- Hilden  Niemcy
- Warrington  Wielka Brytania
- Gârnic  Rumunia[3]

## Galeria

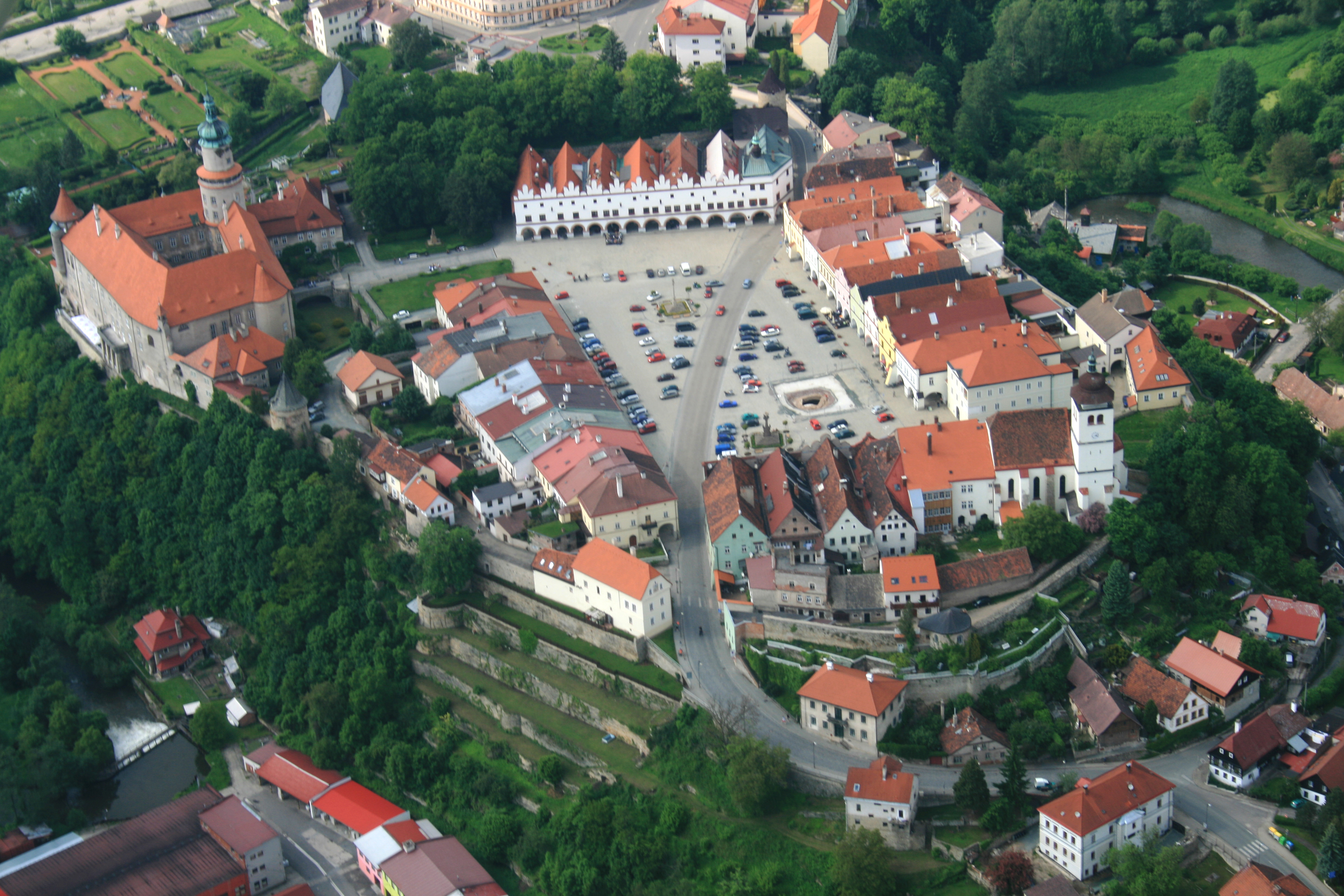
Widok na zamek i rynek
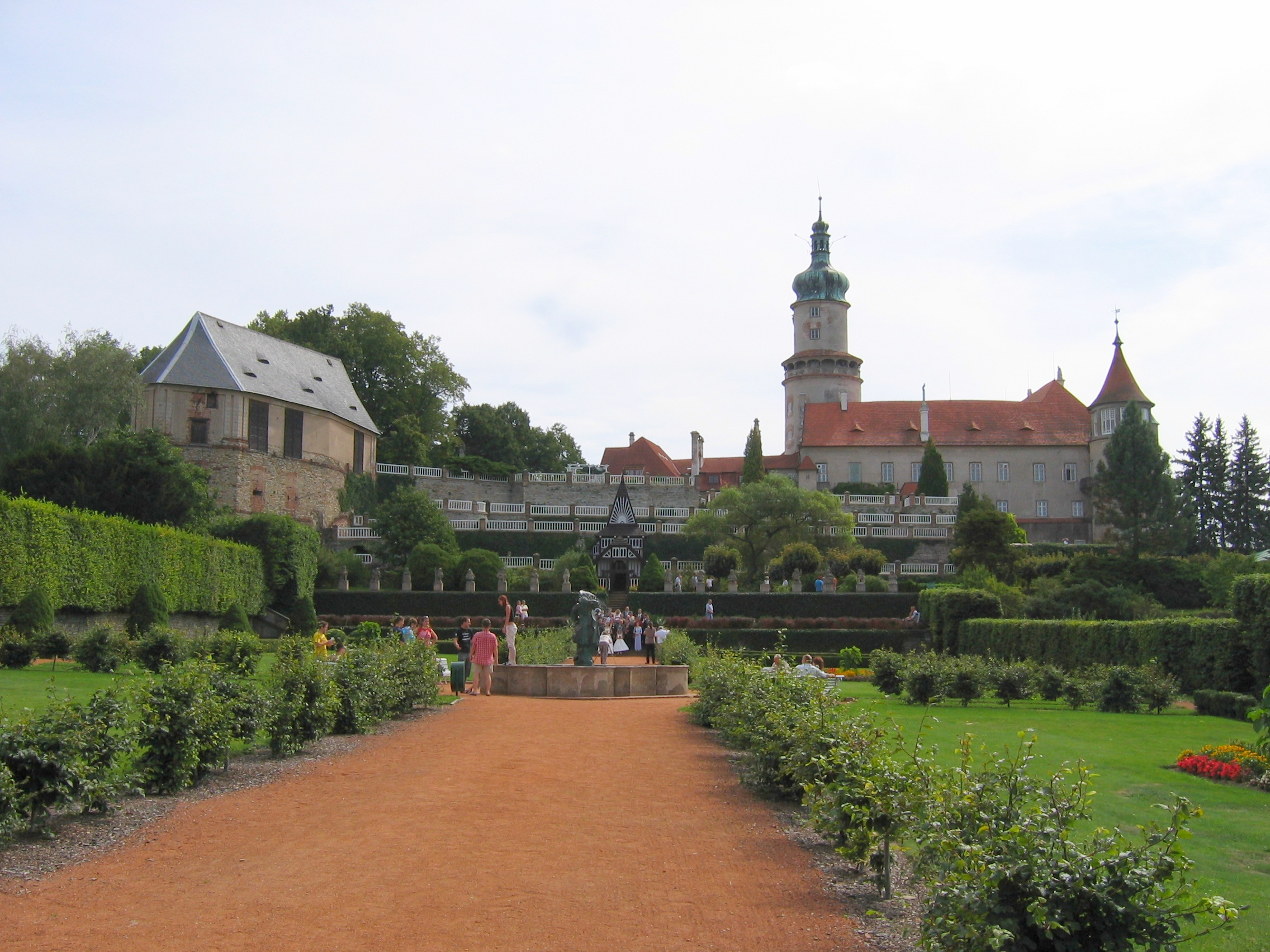
Zamek od strony ogrodów
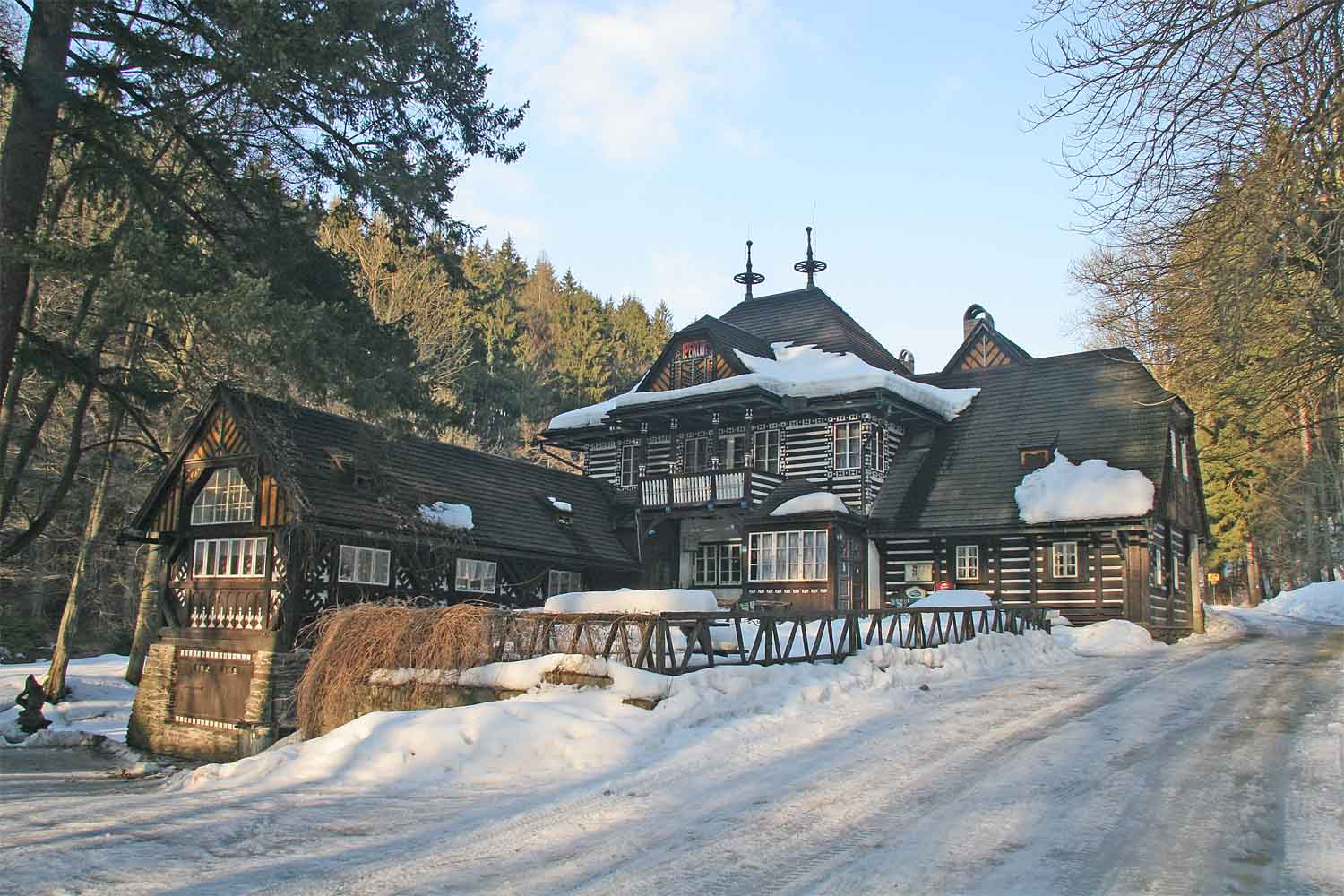
Restauracja Piekło koło Nowego Miasta
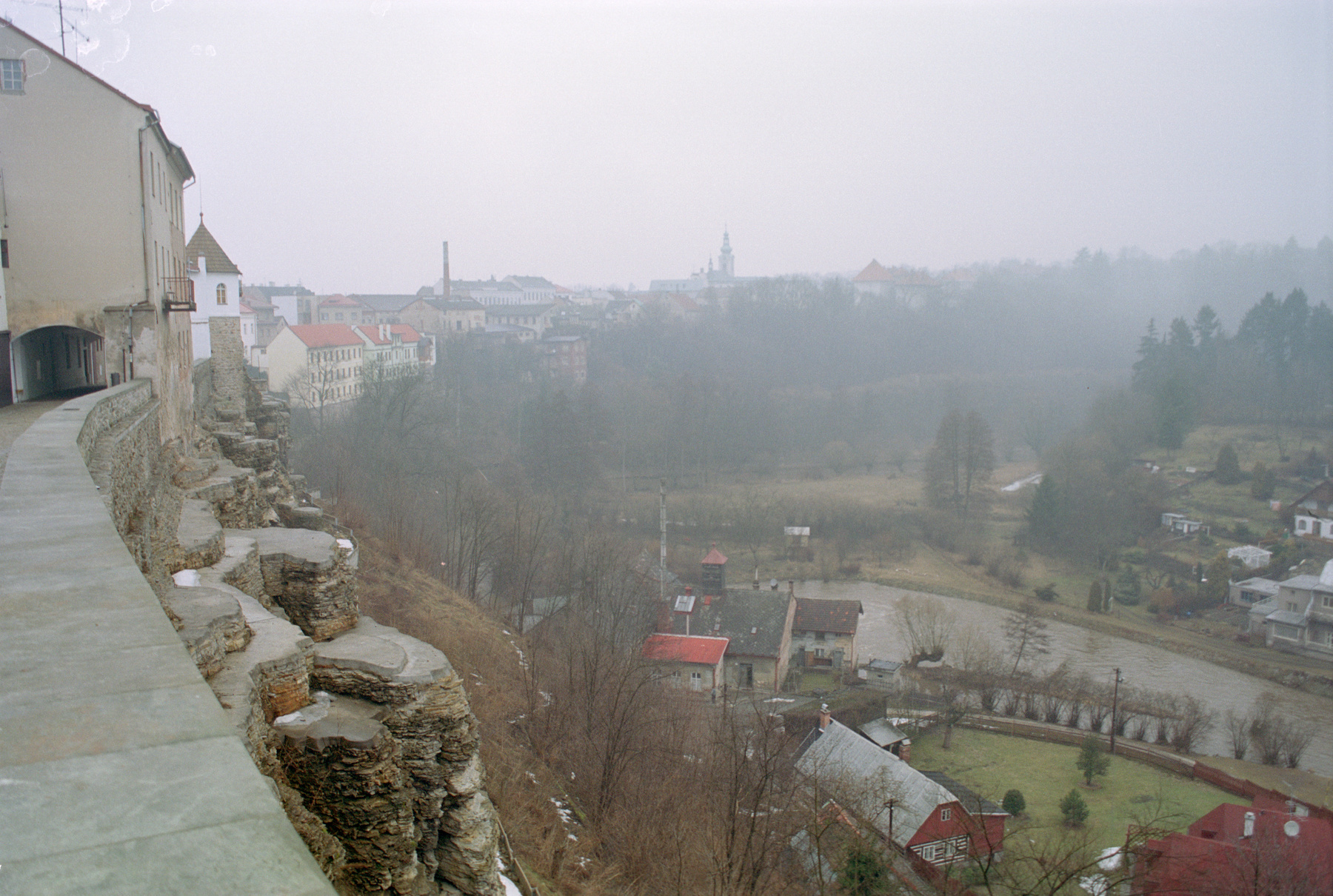
Widok z murów miasta
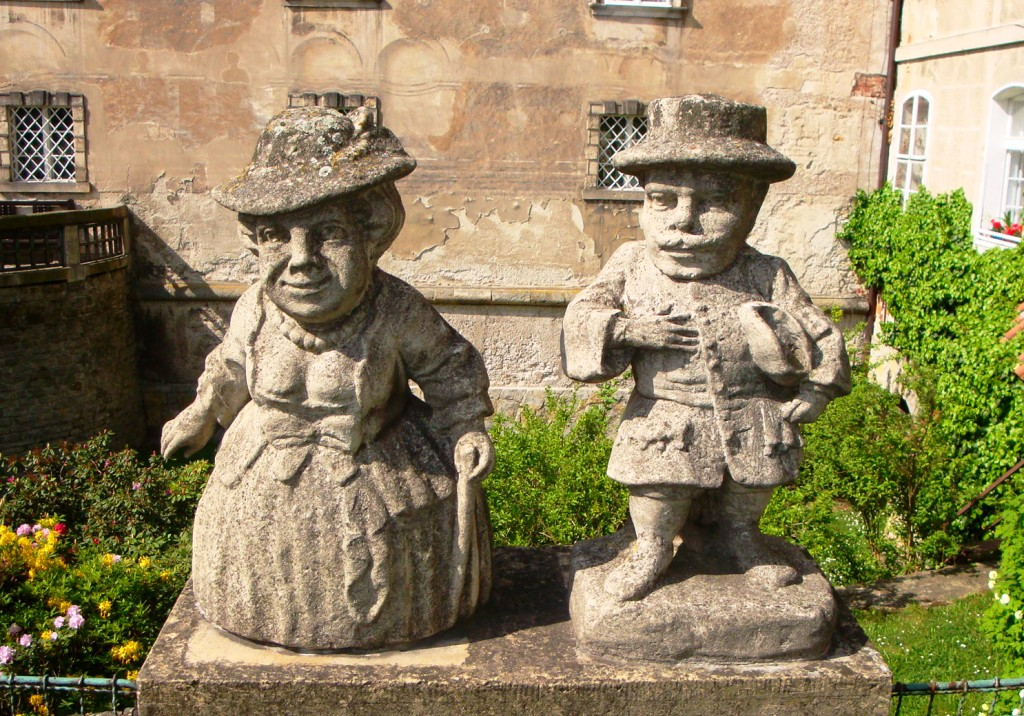
Rzeźby krasnali M. Brauna (1720)